# دومينيك جان لاري
دومينيك جان لاري (بالفرنسية: Dominique Jean Larrey)‏ ـ (8 يوليو 1766 ـ 25 يوليو 1842) هو جرّاح فرنسي بجيش نابليون بونابرت الكبير، وواحد من أبرز المجددين في مجال طب المعارك وفرز المصابين. يعده الكثيرون أول جراح عسكري في العصر الحديث. أُطلق اسمه على أرفع جائزة يمنحها حلف الناتو في مجال الطب.
كان ابنه إيبوليت (المولود سنة 1808) جراحًا فوق العادة للإمبراطور نابليون الثالث.

## روابط خارجية
- دومينيك جان لاري على موقع الموسوعة البريطانية (الإنجليزية)